# Anchoa lyolepis
Anchoa lyolepis is een straalvinnige vis uit de familie van ansjovissen (Engraulidae), orde van haringachtigen (Clupeiformes). De vis kan een lengte bereiken van 12 centimeter.

## Leefomgeving
Anchoa lyolepis komt voor in zoute subtropische wateren van het Caribisch gebied en is gebonden aan riffen.

## Relatie tot de mens
Er wordt minimaal commercieel op de soort gevist; ze wordt wel gebruikt als aas voor het vangen van andere vissen.